# Списак државних позивних бројева

## Зона 1–Северна Америкаи деоАнтила()
- http://www.nanpa.com/

Области унутар НАНПА (North American Numbering Plan - NANPA) зоне имају позивне бројеве као да су у саставу САД.
- Позивни бројеви у облику +1-XXX, представљају област унутар +1 НАНПА, а не засебан позивни број за државу.(Дакле позивни државни број за Гвам је +1, који је праћен његовим обласним бројем 671, а не +671.)
- +1 САД
  - Укључујући и америчке територије у Тихом океану: 
    - +1-670 Северна Маријанска Острва
    - +1-671 Гвам
    - +1-684 Америчка Самоа
- +1 Канада
- Део Антила:
  - +1-242 Бахами
  - +1-246 Барбадос
  - +1-264 Ангиља
  - +1-268 Антигва и Барбуда
  - +1-284 Британска Девичанска Острва
  - +1-340 Америчка Девичанска Острва
  - +1-345 Кајманска острва
  - +1-441 Бермудска острва
  - +1-473 Гренада
  - +1-649 Туркс и Кајкос острва
  - +1-658 и +1-876 Јамајка
  - +1-664 Монсерат
  - +1-721 Свети Мартин
  - +1-758 Света Луција
  - +1-767 Доминика
  - +1-784 Свети Винсент и Гренадини
  - +1-787 и +1-939 Порторико
  - +1-809, +1-829 и +1-849 Доминиканска република
  - +1-868 Тринидад и Тобаго
  - +1-869 Свети Кристофер и Невис

## Зона 2–УглавномАфрика
- 20 – Египат
- 210 – недодељено
- 211 – Јужни Судан
- 212 – Мароко
- 213 – Алжир
- 214 – недодељено
- 215 – недодељено
- 216 – Тунис
- 217 – недодељено
- 218 – Либија
- 219 – недодељено
- 220 – Гамбија
- 221 – Сенегал
- 222 – Мауританија
- 223 – Мали
- 224 – Гвинеја
- 225 – Обала Слоноваче
- 226 – Буркина Фасо
- 227 – Нигер
- 228 – Того
- 229 – Бенин
- 230 – Маурицијус
- 231 – Либерија
- 232 – Сијера Леоне
- 233 – Гана
- 234 – Нигерија
- 235 – Чад
- 236 – Централноафричка република
- 237 – Камерун
- 238 – Зеленортска острва
- 239 – Сао Томе и Принципе
- 240 – Екваторијална Гвинеја
- 241 – Габон
- 242 – Конго (Бразавил)
- 243 – ДР Конго (Киншаса, некадашњи Заир)
- 244 – Ангола
- 245 – Гвинеја Бисао
- 246 – Дијего Гарсија
- 247 – Асенсион
- 248 – Сејшели
- 249 – Судан
- 250 – Руанда
- 251 – Етиопија
- 252 – Сомалија
- 253 – Џибути
- 254 – Кенија
- 255 – Танзанија
- 256 – Уганда
- 257 – Бурунди
- 258 – Мозамбик
- 259 – Занзибар - не користи се, већ се зове преко 255 (Танзанија)
- 260 – Замбија
- 261 – Мадагаскар
- 262 – Реунион и Мајоте
- 263 – Зимбабве
- 264 – Намибија
- 265 – Малави
- 266 – Лесото
- 267 – Боцвана
- 268 – Свазиленд
- 269 – Комори
- 27 – Јужна Африка
- 28 – недодељено
- 290 – Света Јелена
- 291 – Еритреја
- 292 – недодељено
- 293 – недодељено
- 294 – недодељено
- 295 – дисконтинуитет (некада је био за Сан Марино, +378)
- 296 – недодељено
- 297 – Аруба
- 298 – Фарска острва
- 299 – Гренланд

## Зона 3–Европа
- 3 – (предложена је 1996. као позивни број за Европску заједницу )
- 30 – Грчка
- 31 – Холандија
- 32 – Белгија
- 33 – Француска
- 34 – Шпанија
- 350 – Гибралтар
- 351 – Португалија
- 352 – Луксембург
- 353 – Ирска
- 354 – Исланд
- 355 – Албанија
- 356 – Малта
- 357 – Кипар, док се турски део Кипра добија преко 90 (Турска)
- 358 – Финска
- 359 – Бугарска
- 36 – Мађарска
- 37 – дисконтинуитет (некада га је користила Источна Немачка, сада преко броја 49 (Немачка))
- 370 – Литванија
- 371 – Летонија
- 372 – Естонија
- 373 – Молдавија
- 374 – Јерменија
- 375 – Белорусија
- 376 – Андора
- 377 – Монако
- 378 – Сан Марино
- 379 – Ватикан
- 38 – дисконтинуитет (некада је био за СФРЈ)
- 380 – Украјина
- 381 – Србија
- 382 – Црна Гора
- 383 – Косово и Метохија[1]
- 384 – недодељено
- 385 – Хрватска
- 386 – Словенија
- 387 – Босна и Херцеговина
- 388 – недодељено  (некада се користио за простор Европских телефонских бројева)[2][3]
- 389 – Северна Македонија
- 39 – Италија, Сан Марино и Ватикан

## Зона 4–Европа
- 40 – Румунија
- 41 – Швајцарска
- 42 – дисконтинуитет (некада је био за Чехословачку)
- 420 – Чешка
- 421 – Словачка
- 422 – недодељено
- 423 – Лихтенштајн
- 424 – недодељено
- 425 – недодељено
- 426 – недодељено
- 427 – недодељено
- 428 – недодељено
- 429 – недодељено
- 43 – Аустрија
- 44 – Уједињено Краљевство
- 45 – Данска
- 46 – Шведска
- 47 – Норвешка
- 48 – Пољска
- 49 – Немачка

## Зона 5–Средња Америка,Јужна Америка, деоАнтила
- 500 – Фолкландска Острва и Јужна Џорџија и Јужна Сендвичка Острва
- 501 – Белизе
- 502 – Гватемала
- 503 – Салвадор
- 504 – Хондурас
- 505 – Никарагва
- 506 – Костарика
- 507 – Панама
- 508 – Сен Пјер и Микелон
- 509 – Хаити
- 51 – Перу
- 52 – Мексико
- 53 – Куба
- 54 – Аргентина
- 55 – Бразил
- 56 – Чиле
- 57 – Колумбија
- 58 – Венецуела
- 590 – Гвадалуп
- 591 – Боливија
- 592 – Гвајана
- 593 – Еквадор
- 594 – Француска Гвајана
- 595 – Парагвај
- 596 – Мартиник
- 597 – Суринам
- 598 – Уругвај
- 599 – дисконтинуитет ("некада је био за Холандске Антиле")

## Зона 6–Океанија
- 60 – Малезија
- 61 – Аустралија укључујући Божићно Острво и Кокосова Острва
- 62 – Индонезија
- 63 – Филипини
- 64 – Нови Зеланд и Острва Питкерн
- 65 – Сингапур
- 66 – Тајланд
- 670 – Источни Тимор (некада је био за Северна Маријанска Острва која су у НАНПА,+1-670)
- 671 – недодељено (некад је био за Гвам,+1-671)
- 672 – Преостале аустралијске земље на Антарктику, те у Тихом океану (Острва Ашмор и Картије, Острва Коралног мора, Острва Херд и Макдоналд, Лорд Хау, Острва Торесовог мореуза, Острво Маквори)
- 673 – Брунеји
- 674 – Науру
- 675 – Папуа Нова Гвинеја
- 676 – Тонга
- 677 – Соломонова Острва
- 678 – Вануату
- 679 – Фиџи
- 680 – Палау
- 681 – Валис и Футуна
- 682 – Кукова Острва
- 683 – Нијуе
- 684 – недодељено (некада је било за Америчка Самоа,+1-684)
- 685 – Самоа
- 686 – Кирибати, (раније Гилбертова острва)
- 687 – Нова Каледонија
- 688 – Тувалу, (раније Елисова острва)
- 689 – Француска Полинезија
- 690 – Токелау
- 691 – Савезне Државе Микронезије
- 692 – Маршалска Острва
- 693 – недодељено
- 694 – недодељено
- 695 – недодељено
- 696 – недодељено
- 697 – недодељено
- 698 – недодељено
- 699 – недодељено

## Зона 7–Русијаи земље бившегСССР
- 7 – Русија и Казахстан

## Зона 8–Источна Азијаи Службе посебне намене
- 800 – International Freephone (UIFN)
- 801 – недодељено
- 802 – недодељено
- 803 – недодељено
- 804 – недодељено
- 805 – недодељено
- 806 – недодељено
- 807 – недодељено
- 808 – reserved for Shared Cost Services
- 809 – недодељено
- 81 – Јапан
- 82 – Јужна Кореја
- 83x – недодељено
- 84 – Вијетнам
- 850 – Северна Кореја
- 851 – недодељено
- 852 – Хонгконг
- 853 – Макао
- 854 – недодељено
- 855 – Камбоџа
- 856 – Лаос
- 857 – недодељено
- 858 – недодељено
- 859 – недодељено
- 86 – Кина
- 870 – Inmarsat "SNAC" service
- 871 – Недодељен. Претходно користила: 
- 872 – Недодељен. Претходно користила: Inmarsat (Pacific)
- 873 – Недодељен. Претходно користила: Inmarsat (Indian)
- 874 – Недодељен. Претходно користила: Inmarsat (Atlantic West)
- 875 – reserved for Maritime Mobile service
- 876 – reserved for Maritime Mobile service
- 877 – reserved for Maritime Mobile service
- 878 – Universal Personal Telecommunications services
- 879 – reserved for national mobile/maritime uses
- 880 – Бангладеш
- 881 – Mobile Satellite System
- 882 – International Networks
- 883 – недодељено
- 884 – недодељено
- 885 – недодељено
- 886 – Тајван Позивни број је резервисан, али није додељен(није јасно да ли ради)
- 887 – недодељено
- 888 – недодељено
- 889 – недодељено
- 89x – недодељено

## Зона 9–Блиски исток,западнаијужна Азија
- 90 – Турска
  - 90 392 – Део Кипра под турском окупацијом, тзв. Турска Република Северни Кипар
- 91 – Индија
- 92 – Пакистан
- 93 – Авганистан
- 94 – Шри Ланка
- 95 – Бурма тј. Мјанмар
- 960 – Малдиви
- 961 – Либан
- 962 – Јордан
- 963 – Сирија
- 964 – Ирак
- 965 – Кувајт
- 966 – Саудијска Арабија
- 967 – Јемен
- 968 – Оман
- 969 – некада је коришћен за ДР Јемен који се ујединио са АР Јеменом у Јемен,+967
- 970 – резервисано за Палестинску самоуправу
- 971 – Уједињени Арапски Емирати
- 972 – Израел
- 973 – Бахреин
- 974 – Катар
- 975 – Бутан
- 976 – Монголија
- 977 – Непал
- 978 – недодељено (некада је био за Дубаи, сада +971)
- 979 – International Premium Rate Service (некада је био за Абу Даби, сада + 971)
- 98 – Иран
- 990 – недодељено
- 991 – International Telecommunications Public Correspondence Service trial (ITPCS)
- 992 – Таџикистан
- 993 – Туркменистан
- 994 – Азербејџан
- 995 – Грузија
- 996 – Киргизија
- 997 – недодељено
- 998 – Узбекистан
- 999 – недодељено

Нула(0) је недодељена.